# Компаньоны (фильм, 2006)
«Компаньоны» (англ. A Prairie Home Companion, 2006) — американский трагикомический музыкальный фильм режиссёра Роберта Олтмена. Мировая премьера состоялась 12 февраля 2006 года.

## Сюжет
Небольшая провинциальная радиостанция в городе Сент-Пол (Миннесота) закрывается. На запись последнего эфира радиошоу «Спутник прерий» собираются различные люди, которые вспоминают разные истории из прошлого.
Сценарий фильма основан на реальном радиошоу A Prairie Home Companion, выходящем в эфир со сцены Фитцжеральд-театра. Один из соавторов сценария Гаррисон Кейлор — ведущий этого шоу, играющий в фильме самого себя.

## В ролях
- Гаррисон Кейллор (Garrison Keillor) — Джи Кей (в роли самого себя), ведущий шоу
- Мерил Стрип и Лили Томлин — Иоланда и Ронда Джонсон, дуэт сестёр, исполняющих кантри музыку
- Линдси Лохан — Лола Джонсон, дочь Иоланды, пишущая стихи о самоубийствах
- Вуди Харрельсон и Джон К. Рейли (John C. Reilly) — Дасти и Лефти (Чумазый и Левша), поющие ковбои
- Томми Ли Джонс — Лесоруб[2], предприниматель из Техаса, приехавший закрыть шоу (Ликвидатор)
- Кевин Клайн — «Чёрный парень»[3], охранник шоу
- Вирджиния Мэдсен — Опасная женщина, Асфодель, которая может оказаться (а может и нет) Ангелом смерти
- Тим Рассел (Tim Russell) — Эл, помощник режиссёра
- Майя Рудольф (Maya Rudolph) — Молли, помощница Эла
- Робин и Линда Уильямс (Robin and Linda Williams) — Робин и Линда Уильямс (в качестве самих себя), дуэт из Виргинии, поющий фолк-музыку
- Том Кит (Tom Keith) — Том Кит (в роли самого себя), шумовик
- Сью Скотт (Sue Scott) — Донна, гримёр
- Мэрилуиз Берк (Marylouise Burke) — официантка
- Л. К. Джонс (L.Q. Jones) — Чак Экерс

А также в фильме играют многие сотрудники оригинального шоу «Спутник прерий» (в качестве самих себя).

## Награды и номинации
- 2006 — премия читательского жюри Berliner Morgenpost на Берлинском кинофестивале (Роберт Олтмен).
- 2006 — две номинации на премию «Спутник»: лучший адаптированный сценарий (Гаррисон Кейлор), лучшая актриса второго плана (Лили Томлин).
- 2007 — номинация на премию «Независимый дух» за лучшую режиссуру (Роберт Олтмен).
- 2007 — номинация на премию «Бодил» за лучший американский фильм.
- 2007 — премия Национального общества кинокритиков США за лучшую женскую роль второго плана (Мерил Стрип).